# حوزه انتخابیه چهارم کنتاکی
حوزه انتخابیه چهارم کنتاکی یک حوزه انتخابیه مجلس نمایندگان آمریکا است که در ایالت کنتاکی قرار دارد.